# 劉迺
劉 迺（りゅう だい、725年 - 784年）は、唐代の官僚。字は永夷。本貫は洺州永年県。

## 経歴
朐山県丞の劉如璠の子として生まれた。幼くして才知にすぐれ聡明で、学問に志して六経を暗記し、日に数千言した。成長すると、文章が清らかで上品であり、当時に尊重された。天宝年間、進士に及第した。ほどなく父が死去すると、劉迺は喪に服して孝行で知られた。
劉迺は剡県県尉に任じられ、会稽県尉に転じた。宣歙観察使の殷日用の下で判官をつとめた。宣撫使の李季卿の推薦により、大理寺評事となり、監察御史を兼ねた。殿中侍御史・検校倉部員外郎・戸部郎中を歴任し、いずれも浙西留後をつとめた。転運使の劉晏の徴税を補佐し、劉晏に事務を委任された。
大暦12年（777年）、元載が処刑されると、劉迺は長安に召還されて、司門員外郎に任じられた。大暦14年（779年）、崔祐甫が宰相となると、劉迺は崔祐甫の推挙により給事中に抜擢された。ほどなく権兵部侍郎に転じた。楊炎や盧杞が宰相となると、劉迺は醜行の多くを正そうとしたため、5年間異動しなかった。建中4年（783年）夏、正式に兵部侍郎に任じられた。
この年の冬、涇原の軍が兵乱を起こし、徳宗が奉天に避難したが、劉迺は私邸で病床に臥せっており、朱泚が使者を派遣して誘ったが、病を理由に応じなかった。さらに朱泚の宰相の蔣鎮が自らやってきて誘ったが、劉迺は口が利けないふりをして、全身に灸をすえた姿を見せた。興元元年（784年）、徳宗がさらに梁州に避難すると、劉迺はそれを聞いて自らの身を床に投げうち、胸を打って天を呼び、危篤に陥って、絶食して数日で死去した。享年は60。礼部尚書の位を追贈された。諡は貞恵といった。
子に劉伯芻があった。

## 伝記資料
- 『旧唐書』巻153 列伝第103
- 『新唐書』巻193 列伝第118